# Mai 1854

## Événements
- 1er mai, France : le général Regnault de Saint-Jean-d'Angely est nommé commandant en chef de la garde impériale.

- 5 mai : Début des émeutes à Singapour entre communautés chinoises Hokkien et Teochew, environ 500 personnes sont tuées en dix jours[1].

- 10 mai : début d’un nouveau séjour niçois de Garibaldi, jusqu’en 1855.

- 21 mai : création du Félibrige, mouvement littéraire et culturel pour la défense de la langue d'òc.

- 24 mai : première assemblée du parlement néo-zélandais, à Auckland.

- 25 mai : création de la Société botanique de France, qui fait suite à la réunion inaugurale de quinze botanistes français le 12 mars 1854.

- 26 mai, guerre de Crimée : les troupes franco-britanniques débarquent au Pirée pour empêcher le royaume de Grèce de s’allier à l'Empire russe.

- 30 mai : la loi sur le Kansas et le Nebraska (le peuple décidera du sort de l’esclavage) annule le compromis du Missouri, qui fixait la limite nord de l’esclavage à 36°30’.

## Naissances
- 25 mai :
  - Louis Alexandre de Battenberg, prince allemand
  - Ernest Delaunay, homme politique français
- 21 mai : John Frederick Peto, peintre américain.
- 30 mai : Wenceslau de Moraes, officier de la marine et écrivain portugais.

## Décès
- 2 mai : Sulpiz Boisserée, artiste allemand (° 2 août 1783).
- 25 mai : Johann Georg Gmelin, peintre allemand.